# Fourme de Montbrison

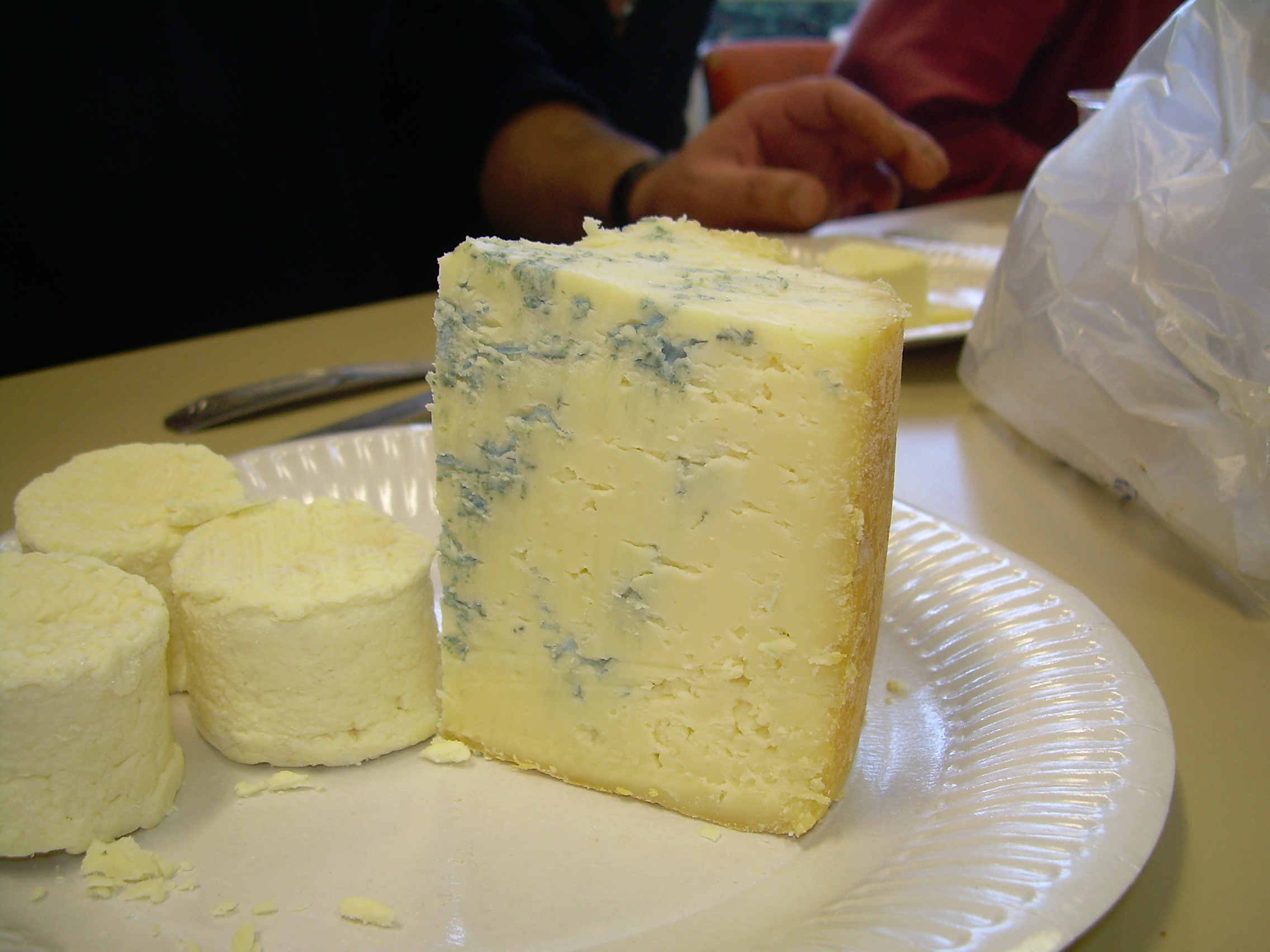
Fourme de Montbrison

Fourme de Montbrison ist ein französischer Blauschimmelkäse aus Kuhmilch mit geschützter Ursprungsbezeichnung.
Er stammt aus der französischen Gemeinde Montbrison im Département Loire und trägt seit 1972 das AOC-Siegel, das er gemeinsam mit dem Fourme d’Ambert, einem ähnlichen Käse aus der gleichen Region, erhielt, womit er den Schutz einer kontrollierten Herkunftsbezeichnung genießt. 1992 wurde das Siegel an beide Käse als eigenständige Produkte vergeben. Nach den Bestimmungen der AOC darf der Fourme de Montbrison in nur 32 Gemeinden hergestellt werden, die auf der Hochebene Hautes Chaumes der Monts du Forez liegen, 27 davon liegen im Département Loire, die übrigen fünf im Département Puy-de-Dôme.
Der Fourme de Montbrison ist ein halbfester Schnittkäse, der in zylindrischer Form mit je 2,1–2,7 kg hergestellt wird, wofür 20–25 Liter Milch verwendet werden. Die Reifungszeit beträgt mindestens 28 Tage bis zwei Monate, der fertige Käse hat 50 % Fett in der Trockenmasse.
Er hat einen weichen, auf der Zunge schmelzenden Teig, sein Geschmack ist pilzartig-nussig und verglichen mit anderen Blauschimmelkäsen mild.